# Scheuren
Scheuren es una comuna suiza del cantón de Berna, situada en el distrito administrativo de Biel/Bienne. Limita al norte con las comunas de Orpund y Safnern, al este con Meienried y Dotzigen, y al sur y occidente con Schwadernau.
Situada históricamente en el distrito de Nidau hasta su desaparición el 31 de diciembre de 2009.

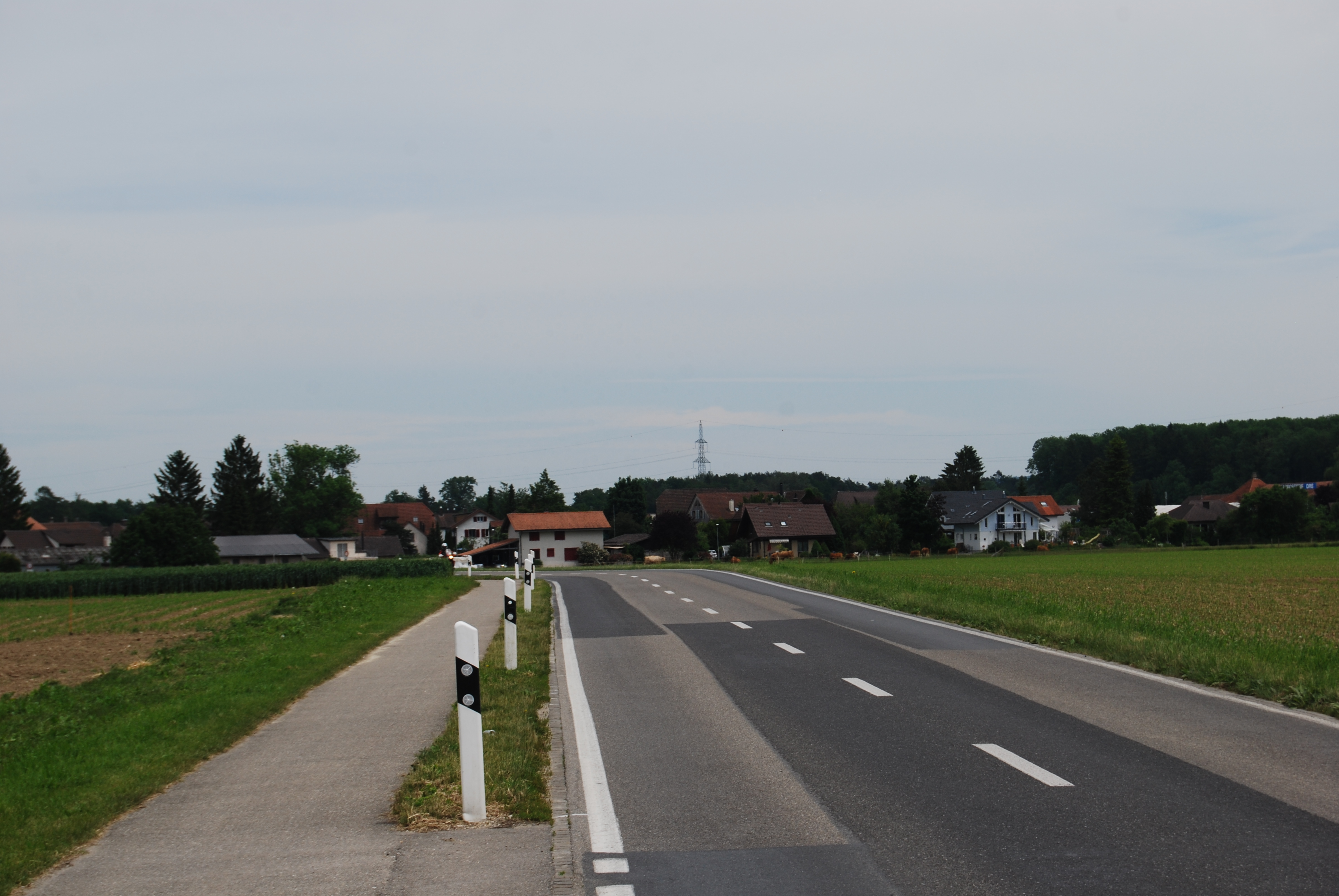
Scheuren

## Cultura
Un 94,54% de la población es de lengua materna alemana y un 4,51% de habla francesa.